# Pouteria sapota

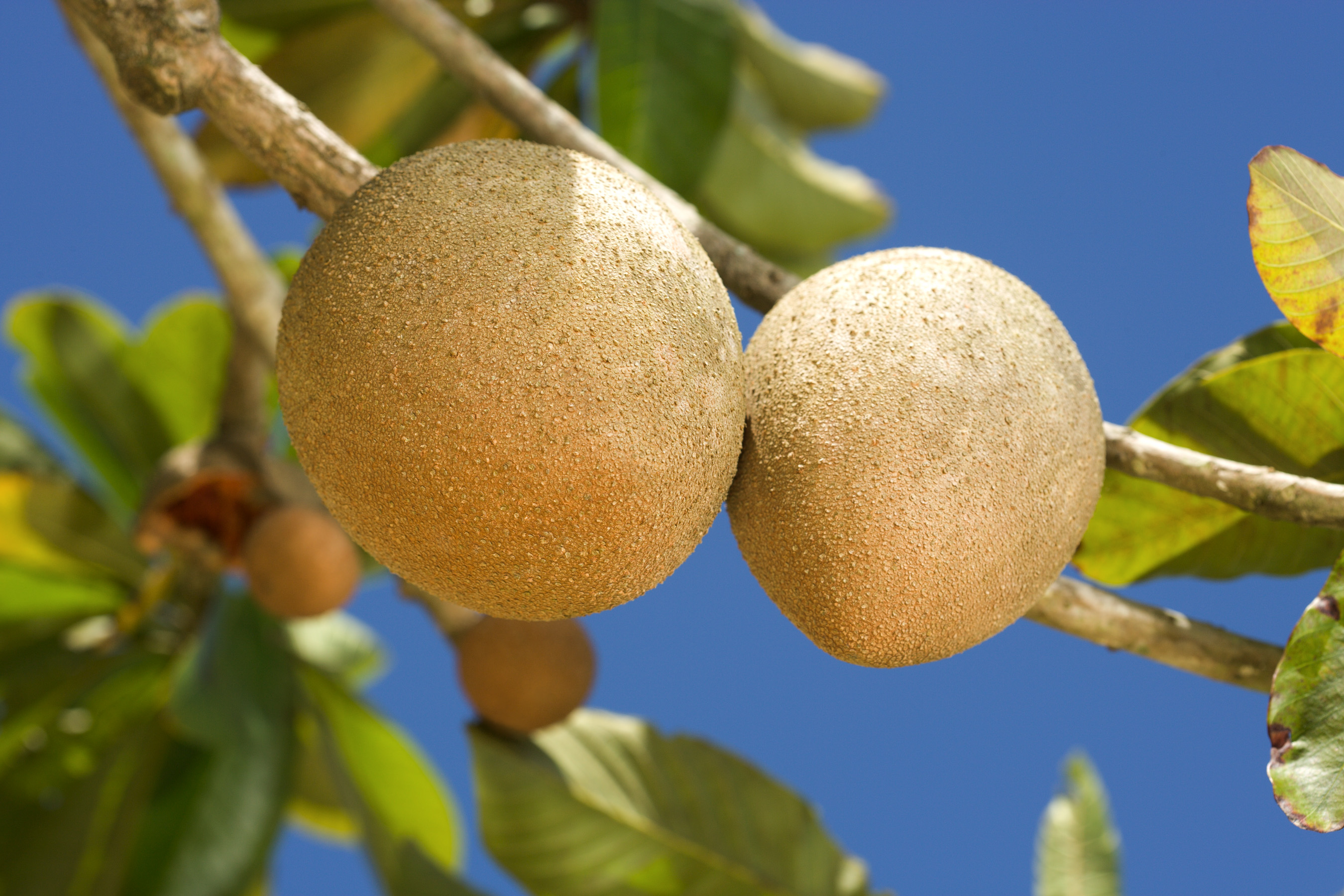
Owoce Pouteria sapote

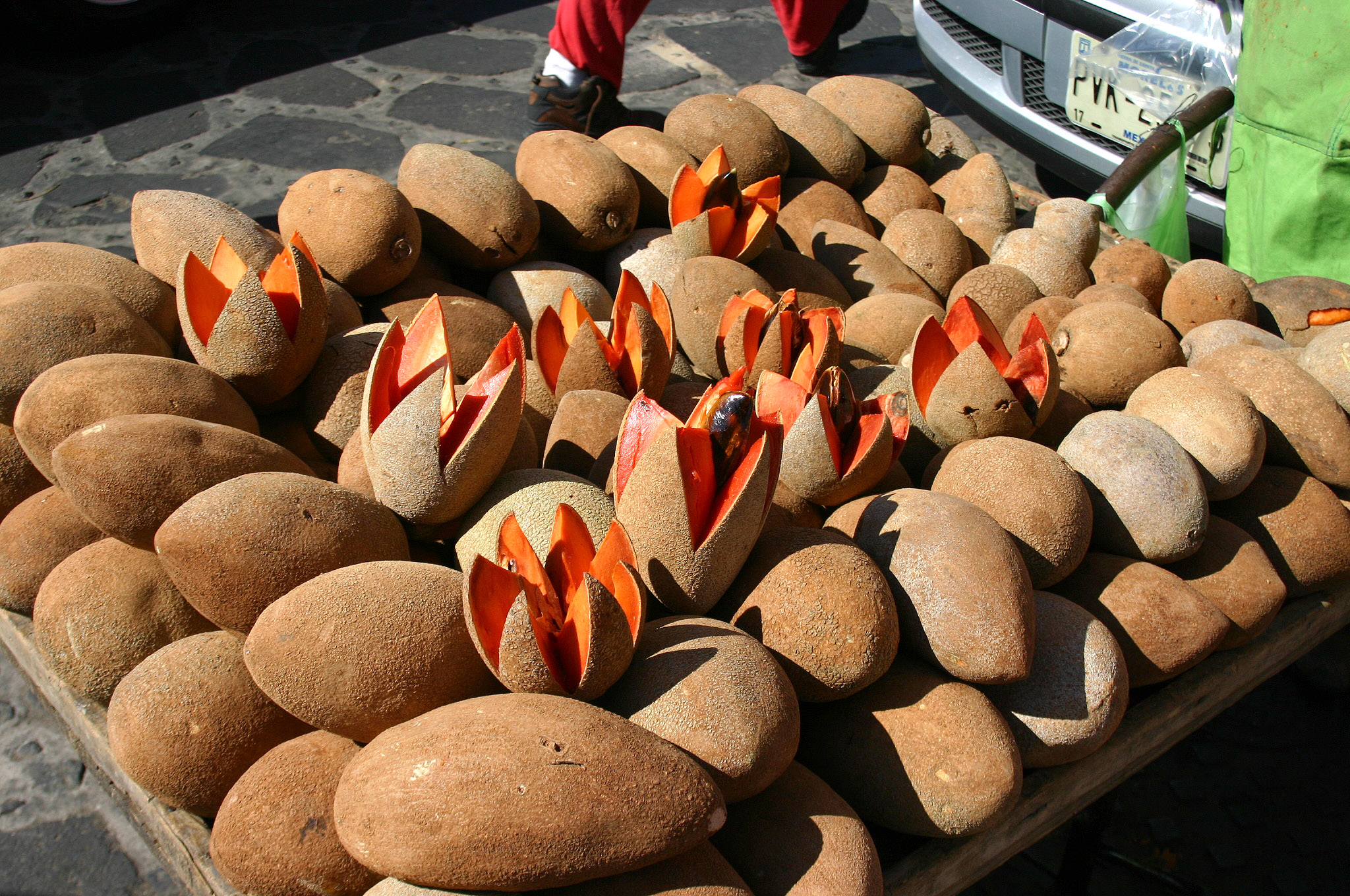
Owoce na targu w Meksyku

Pouteria sapota – gatunek drzewa owocowego z rodziny sączyńcowatych (Sapotaceae). Pochodzi z południowego Meksyku i Ameryki Środkowej, w uprawie także w innych krajach o klimacie tropikalnym.

## Morfologia
Wiecznozielone, wysokie drzewo osiągające do 45 m wysokości. Jako drzewo owocowe rozmnażane przez szczepienie. Owoce jadalne, o długości 10 do 25 cm, mają skórkę dość szorstką, miąższ w kolorze pomarańczowym, zazwyczaj jedną lub dwie czarne, podłużne, błyszczące pestki.

## Zastosowanie
Na Kubie owoce bywają używane w medycynie tradycyjnej do leczenia zaburzeń żołądkowo-jelitowych, bólu głowy i chorób wenerycznych.

## Synonimy
Gatunek ten ma wiele synonimów:

- Pouteria mammosa L.
- Lucuma mammosa Silba
- Archradelpha mammosa Cook[6]
- Achras mammosa Bonpl. ex Miq.
- Bassia jussaei Griseb.
- Calocarpum huastecanum Gilly
- Calocarpum mammosum var. bonplandii (Kunth) Pierre
- Calocarpum mammosum var. candollei (Pierre) Pierre
- Calocarpum mammosum var. ovoideum (Pierre) Pierre
- Calocarpum sapota (Jacq.) Merr.
- Calospermum mammosum var. bonplandii (Kunth) Pierre
- Calospermum mammosum var. candollei Pierre
- Calospermum mammosum var. ovoidea Pierre
- Calospermum parvum Pierre
- Lucuma bonplandii Kunth
- Sapota mammosa Mill.
- Sideroxylon sapota Jacq.